# Пилотный план Бразилии

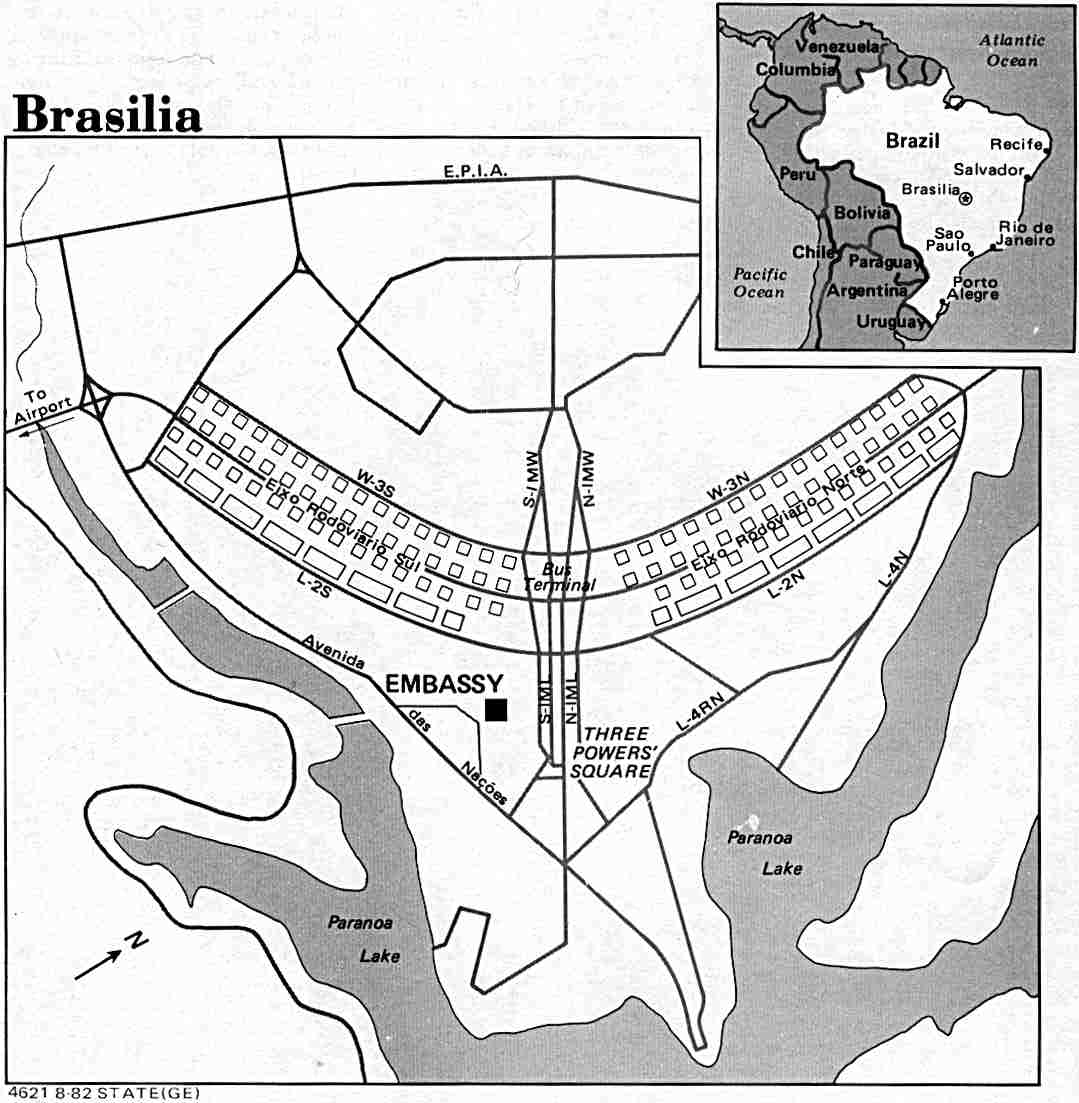
Принятый план строительства города

Пилотный план Бразилии — это план строительства будущей столицы Бразилии, города Бразилиа, разработанный архитектором Лусио Костой.

## Предыстория
Президент Жуселину Кубичек, обещавший населению, что если его изберут главой государства, то он построит новую столицу, стал воплощать свой замысел в жизнь. Первоначально он рассчитывал доверить составление плана застройки города архитектору Оскару Нимейеру, но тот настоял на проведении конкурса. В итоге, первое место занял, несмотря на имевшие место претензии к проекту, учитель Оскара — Лусио Коста.

## Проект

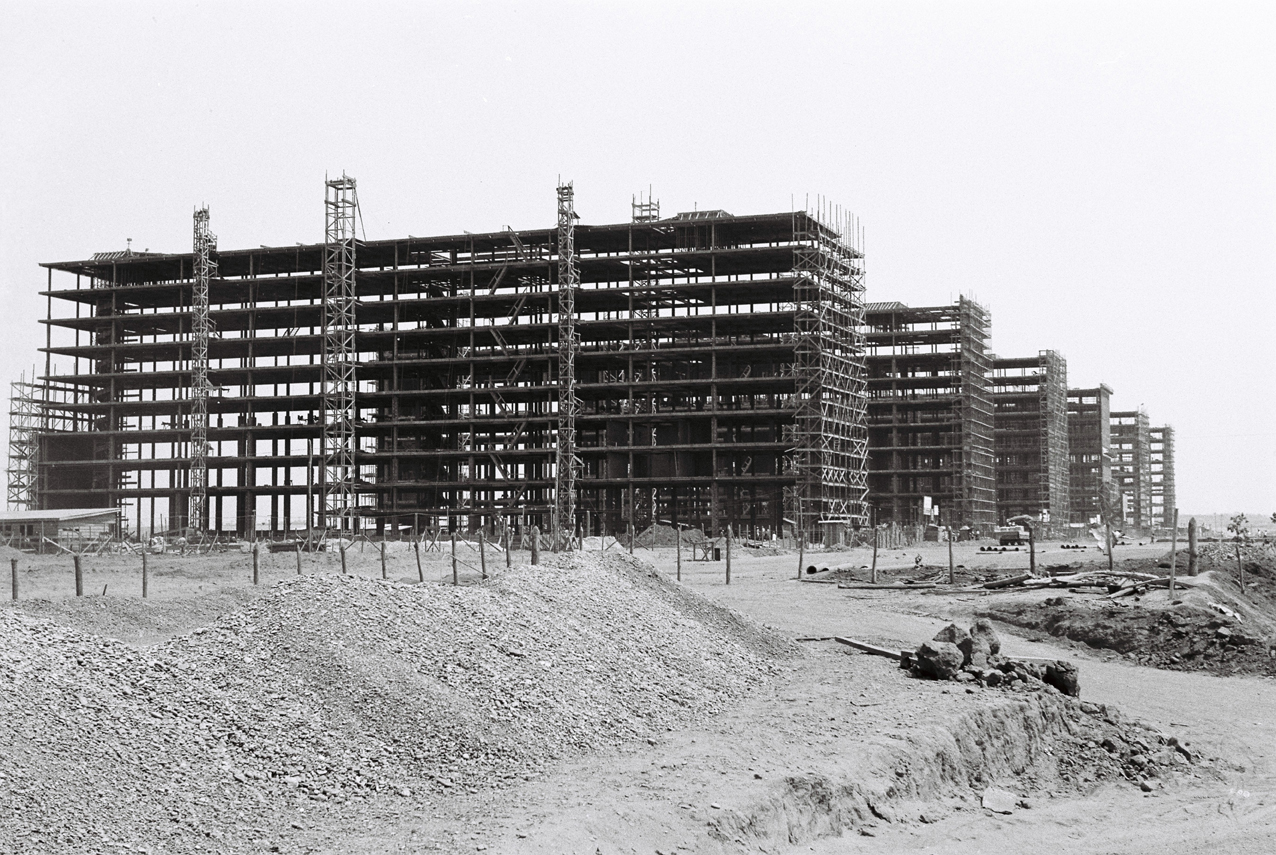
Строительство Эспланады министерств

Проект символизировал освобождение страны от португальского колониализма и развитие западных и наиболее экономически отсталых районов страны. Этому градостроительному замыслу соответствовали новые архитектурные стили, пришедшие на смену бразильскому барокко. По замыслу его автора, правительственные здания размещались на эспланаде, протягивающейся на шесть километров и подчиненной симметрии, пересекающей дугу микрорайонов. План напоминал собой лук со стрелой, на наконечнике которой располагалась площадь Трех Властей, архитектурной доминантой которой стало здание Национального конгресса в 28 этажей с длинной платформой с пандусом перед входом. На платформе находились две чаши, находящиеся в равновесии. Также на площади присутствовали президентский дворец и здание Верховного суда. Однотипные здания министерства расположились по двум сторонам широкого проспекта, получившего название Эспланада министерств.

## Строительство
В сентябре 1956 г. план Бразилиа, направленный в Конгресс, был принят. Для строительства города были мобилизованы огромные ресурсы. Рабочую силу, в основном, представляли мигранты с Северо-Востока страны, которые получили название «канда́нгус». Главными градостроителями стали О. Нимейер и Лусио Коста.

## Итоги
21 апреля 1960 г. произошло торжественное открытие новой столицы. Из Рио-де-Жанейро переводились органы исполнительной, законодательной и судебной власти, министерства. Чиновников завлекали в столицу надбавками к зарплате и квартирами, но те не спешили покидать свои рабочие места в прибрежных центрах. Люди, прибывшие в Бразилиа, отмечали, что город неудобен для жизни, что жителям нужно преодолевать огромные расстояния пешком под палящим солнцем, что он для автомобилей, а не для людей. Но несмотря на свои очевидные недостатки, новая столица стала предметом гордости бразильцев. В течение многих лет Бразилиа называли городом будущего и предметом подражания..

## Комментарии
1. ↑  21 апреля — символическая для бразильцев дата. 21 апреля 1792 г. был казнен борец за независимость страны и национальный герой Бразилии Тирадентис.